# Józef Ignacy Kraszewski
Józef Ignacy Kraszewski (n. 28 iulie 1812, Varșovia, Ducatul Varșoviei – d. 19 martie 1887, Geneva, Geneva, Elveția) a fost un scriitor polonez.
A fundamentat romanul în literatura polonă, scriind peste 200 de romane influențate de Balzac, Walter Scott și Charles Dickens.
Inițial a scris romane de factură romantică în stilul lui Jean Paul, E. T. A. Hoffmann, ca apoi să se înscrie în curentul realist examinând problema socială a proprietății asupra pământului.
A mai scris romane istorice și de evocare a trecutului mitic polon.
De asemenea, a satirizat moravurile aristocrației epocii.
Având preocupări și în domeniul picturii și desenului, a avut și o bogată activitate de critic literar și artistic.
Cel mai important roman al său este ”Meșterul Twardowski”, supranumit și „Faust-ul polonez”.

## Scrieri
- 1839: Poetul și lumea ("Poeta i świat")
- 1840: Meșterul Twardowski („Mistrz Twardowski”)
- 1842: Ulana
- 1843: Lanterna magică ("Latarnia czarnoksięska ")
- 1847: Ostap Bondarczuk
- 1846: Vremea Sigismunzilor ("Zygmuntowskie czasy")
- 1847: Budnik
- 1847: Sfinxul ("Sfinks")
- 1874/1875: Morituri
- 1876: Poveste veche ("Stara baśń").